# Catastrofici castori
Catastrofici castori (The Angry Beavers) è una serie televisiva animata statunitense del 1997, creata da Mitch Schauer. 
La serie ruota attorno alle avventure di Daggett e Norbert, due giovani fratelli castori che si sono trasferiti dalla casa dei loro genitori per diventare scapoli nella vicina foresta della fittizia Wayouttatown, in Oregon. 
La serie è stata trasmessa per la prima volta negli Stati Uniti su Nickelodeon dal 19 aprile 1997 al 26 maggio 2001, per un totale di 62 episodi (e 123 segmenti) ripartiti su quattro stagioni. In Italia è stata trasmessa su Rai 1 su Solletico e La banda dello Zecchino dal 1999 e in seguito su Rai 2.

## Trama
Daggett e Norbert sono due fratelli castori, che devono lasciare casa quando la loro mamma ha un nuovo castorino. Trovano rifugio nell'immaginario Wayouttatown, nell'Oregon. Norb e Dag ora possono fare ciò che vogliono, ma la loro nuova vita non sarà tutta rose e fiori.

## Episodi
| Stagione         | Episodi | Prima TV USA | Prima TV Italia |
| ---------------- | ------- | ------------ | --------------- |
| Prima stagione   | 13      | 1997         | 1999            |
| Seconda stagione | 13      | 1998         | 1999            |
| Terza stagione   | 22      | 1999-2000    | 2000            |
| Quarta stagione  | 14      | 2000-2001    | 2001            |

## Personaggi e doppiatori

### Personaggi principali
- Daggett Doofus "Dag" Castoro, voce originale di Richard Steven Horvitz, italiana di Alessio Cigliano.

Il fratello più giovane di Norbert (di quattro minuti). Iperattivo e immaturo, con movimenti enfatizzati e maniacali, viene preso sovente di mira dal fratello, il quale lo insulta spesso e ha un rapporto che va dall'amore all'odio. Ha un comportamento molto infantile per la sua età (gioca molto con pupazzetti e macchinine e va a dormire spesso con un orsacchiotto). Impulsivo, disordinato, folle, dispettoso e ribelle fino all'estremo, è molto irascibile, ha un debole per gli insulti ed è sempre pronto all'avventura, ma ha un cuore d'oro. Dag è anche particolarmente codardo e paranoico e spesso si auto convince che cose e creature strane ed inquietanti stiano arrivando da lui e suo fratello. Sebbene insulti molto spesso Norb, in realtà gli vuole molto bene e lo prende come un modello di vita. Si preoccupa sinceramente per lui e fa di tutto per tenerlo fuori dal pericolo (normalmente fallisce). Gag ricorrente della serie consiste nel fatto che Dag è a conoscenza del pericolo e avverte Norb, anche se quest’ultimo non gli crederà fino a quando non sarà troppo tardi.
- Norbert Foster "Norb" Castoro, voce originale di Mitchell Whitfield (ep. pilota) e Nick Bakay, italiana di Fabrizio Temperini.

Il fratello maggiore di Daggett. Molto intelligente e con un linguaggio forbito, è molto sarcastico e costruisce grandi opere di ingegneria. Tende ad agire come voce della ragione. Estremamente pigro, vanitoso, cinico, egocentrico, arrogante e carismatico, tende a non preoccuparsi troppo per nulla grazie al suo eterno ottimismo. Sebbene sia più calmo, maturo e razionale di suo fratello, è altrettanto irascibile e ricorre molto spesso alla vendetta, e in questi casi mostra un atteggiamento molto più aggressivo e dittatoriale. Norb è anche un abilissimo manipolatore, freddo e calcolatore, e usa queste sue capacità psicologiche per sfruttare l’ingenuità di suo fratello per scopi personali; è infatti il tipo che per averla vinta preferisce fare affidamento sulla sua arguzia piuttosto che sulla violenza. Sebbene snobbi costantemente Dag, gli vuole in realtà molto bene e prende sempre le sue difese ogni volta che finisce nei guai.

### Personaggi ricorrenti
- Stump.
- Treeflower, voce originale di Cynthia Mann.
- Bing, voce originale di Victor Wilson.
- Orso Barry, voce originale di John Garry.
- Truckee, voce originale di Mark Klastorin e Mitch Schauer.
- Gran Coniglio (in originale: Big Rabbit), voce originale di Scott Weil e Richard Steven Horvitz.
- Wolffe D. Wolf, voce originale di Wally Wingert.
- Chelsea Castoro, voce originale di Chelsea Schauer.
- Stacy Castoro, voce originale di Stacy Schauer.
- Leonard Castoro, voce originale di Tim Thomerson e Lorin Dreyfuss.
- Signora Castoro, voce originale di Sheryl Bernstein, Linda Phillips e Marcia Wallace.
- High Princess, voce originale di Beverly Garland.
- Bill Licking, voce originale di Gregg Berger.
- Laverta Lutz, voce originale di Kate Donahue.
- El Grapadura, voce originale di Tony Todd, italiana di Rodolfo Bianchi.
- Oxnard Montalvo, voce originale di Tom Kane.
- Toluca Lake, voce originale di Adrienne Barbeau.
- Dott. Cowtiki, voce originale di William Schallert.
- Scienziato #1, voce originale di Edward Winter.
- Pete, voce originale di Nick Bakay.

## Produzione
La serie è stata ispirata dai primi anni di Mitch Schauer in Oklahoma, quando era senzatetto e spesso vedeva dei castori in un fiume vicino. Secondo Schauer, è stata influenzata anche da serie animate come La Pantera Rosa, Gli antenati e Rocky e Bullwinkle.
Durante la produzione della serie c'era spesso tensione tra Schauer e Nickelodeon, con il canale che imponeva restrizioni apparentemente arbitrarie sul contenuto della serie già dal primo episodio, in cui si censurano le parole "Stai zitto!". Sebbene la serie sia diventata popolare nel corso degli anni, il creatore ha continuato ad andare contro le norme e pratiche della rete. Nell'episodio finale Bye Bye Beavers, i due castori vengono informati per posta che la loro serie è stata cancellata e criticano apertamente la rete per averla cancellata. L'episodio non è mai andato in onda.